# 芒努斯·斯文松 (足球运动员)
芒努斯·斯文松（瑞典語：Magnus Svensson，1969年3月10日—），瑞典前男子足球运动员，司职中场、后卫。他曾代表瑞典国家队参加2000年欧洲足球锦标赛和2002年国际足联世界杯。